# 中地雀
，是雀形目唐纳雀科的一种鸟类。
中地雀体重约24克，翼长约73.4毫米，嘴峰长约18.2毫米，喙宽度约8.8毫米，喙厚度约11.1毫米，跗蹠长约20.8毫米，尾长约41.5毫米。中地雀在其分布区内为留鸟，其栖息在半开放的灌木丛中，食性为草食性，主要食物来源是植物的干果或种子。
中地雀分布于加拉帕戈斯群岛。该物种是单型物种，没有亚种分化。